# 샘플 리턴 미션

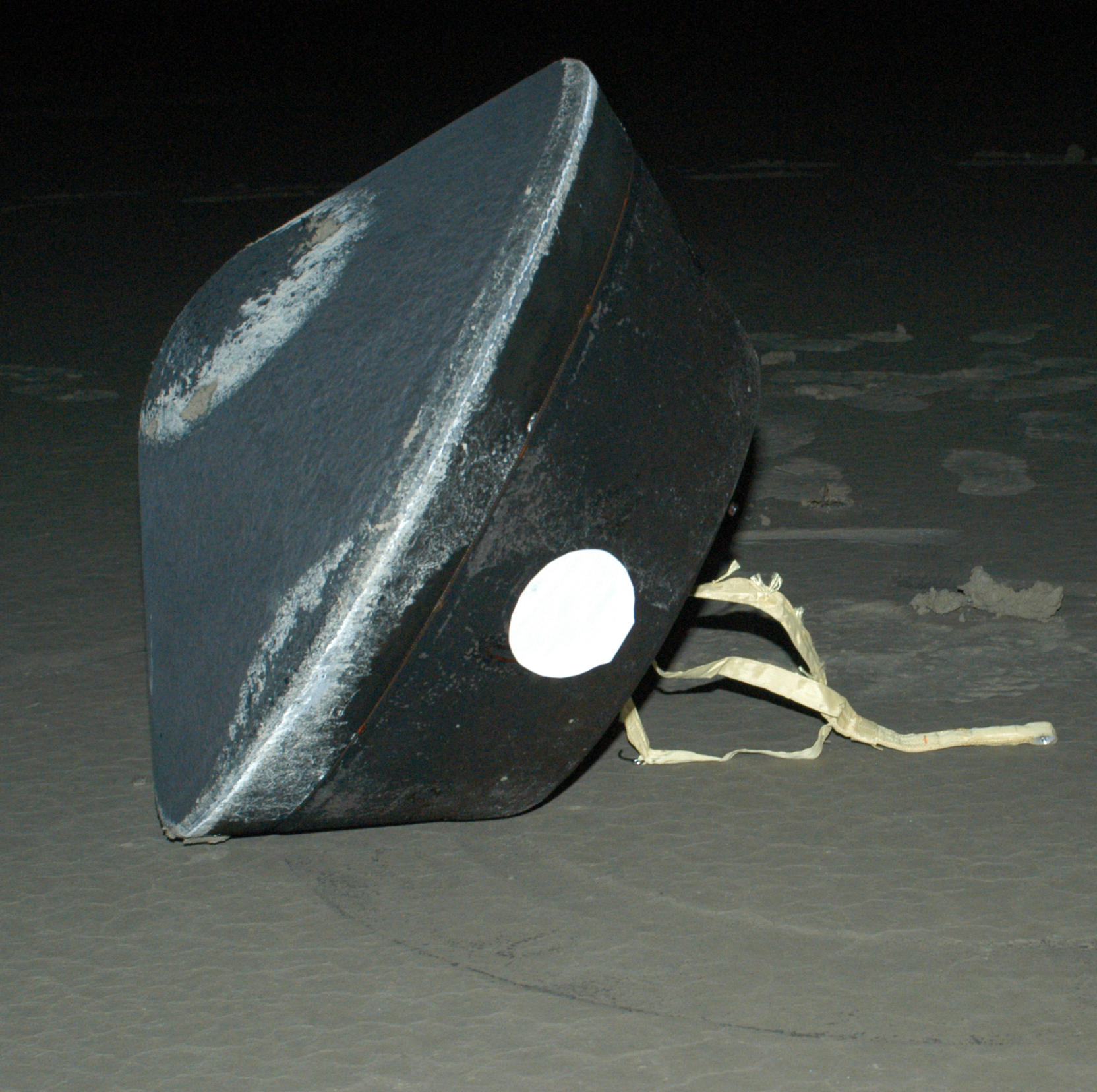
스타더스트의 샘플리턴

샘플 리턴 미션(sample-return mission)은 우주에서 채취한 샘플을 다시 지구로 가져오는 것을 뜻한다. 소행성의 흙, 달의 흙, 태양풍 입자, 우주 먼지 등을 지구로 다시 가져오는 것을 샘플 리턴 미션이라 칭한다.

## 샘플 리턴 미션 순서
보통 샘플 리턴 미션으로 채취한 샘플을 지구로 가져와서 두꺼운 열 차폐막을 씌운 뒤 지구로 떨어뜨린다. 떨어뜨려 가져온 샘플은 태양계의 형성 과정이나 특정 천체의 진화 과정 등을 연구하는 데 쓰인다.

## 대표적인 샘플 리턴 미션
대표적인 샘플 리턴 미션으로는 아폴로 12호(1969년), 제네시스(2004년), 스타더스트(2006년) 등이 있다.

## 같이 보기
- 소행성 채굴
- 화성 탐사
- 달 탐사